# Димаргаритовые
Димаргаритовые (лат. Dimargaritales) — порядок грибов-зигомицетов, классифицируемый в составе Kickxellomycotina. Эти грибки являются паразитами, обычно на других видах зигомицетов (на мукоровых).